# Văn Bán
Văn Bán là một xã cũ thuộc huyện Cẩm Khê cũ, tỉnh Phú Thọ, Việt Nam.
Xã Văn Bán có diện tích 11,66 km², dân số năm 1999 là 5.314 người, mật độ dân số đạt 456 người/km².
Năm 2025, xã Văn Bán sáp nhập với xã Tùng Khê, Tam Sơn thành xã Vân Bán.